# 崔圭夏
崔圭夏（：／ Choi Kyu-Hah，1919年7月16日—2006年10月22日），字瑞玉（韓語：서옥），號玄石（韓語：현석），大韩民国外交官及政治人物，曾任韓國總統、韩国国务总理。
崔圭夏早年擔任外交官，於1967年升任外交部長，1971年改任總統秘書室外交官，1975年升任國務總理，1979年10月因時任總統朴正熙遇刺身亡而擔任代理總統，同年12月當選為第10任總統。崔圭夏在任總統期間，韓國遭遇維新體制結束後的政治劇變，任內發生雙十二政變、首爾之春、5·17緊急戒嚴、光州民主化運動等事件，同時新軍部在其任內全面掌握政局。1980年8月，崔圭夏宣布下野，結束僅十個月的總統任期。全斗煥接任總統後，韓國進入第五共和國時期。

## 早年生活
崔圭夏爺爺崔在民（최재민）為大韓帝國末年的儒生及漢學家，1892年任成均館博士；其父崔養吾（최양오，1897年－1973年）為江原道江陵崔氏人，為江原道的地方官員，曾在原州、洪川、旌善等地擔任從九品官訓導，後來在平昌、麟蹄等地擔任了郡屬，晚年任原州市長。1919年6月19日，崔圭夏出生於江原道原州郡原州面河東里，為父母供佛十年後才出生的長子。崔圭夏幼年在爺爺崔氏的薰陶下接受儒生教育，並於8歲（1926年）進入了原州公立普通學校2年級就讀，在同學之間展露出溫和正直的性格，並保持獲得全級第一的位置。
1932年，崔圭夏以首席資格畢業，特別是寫作能力非常出色，受到日本籍班主任的讚揚。同年，他在遠房表哥的協助下，進入只有全國優秀人才才能入學的首爾京城第一高中（現京畿高中）。在學期間，其英語成績出眾，1937年以全校第二名的成績畢業。其後，他前往東京高等師範學校英文系留學，1941年從該校畢業後，他在大邱慶培大邱中學擔任一年英語教師，於1942年前往满洲國就讀大同學院，畢業後任職於滿州國軍警系統。

## 外交官生涯
1945年第二次世界大戰結束、朝鮮半島脫離日本統治後，崔圭夏回到朝鮮，並獲京城師範學校（現首爾大學師範學院）任用為英文系助理教授。1946年4月，他被提拔為美軍政廳中央糧食行政處企劃科長，加入公務員行列。從美軍政時期開始，其出眾的英語實力成為他獲任用的跳板，1948年，他在大韓民國政府成立後，被外務部長卞榮泰看中，榮升為外務部通商局長。
1952年，崔圭夏被任命為駐日代表部總領事，1959年升任駐日代表部公使及外務部次官，1963年被任為國家重建最高會議議長外交顧問，翌年獲時任外務部長李東元提名出任駐馬來西亞大使。1960年代，崔圭夏與另外兩名外交官金溶植（歷任外務部、國土統一院長官、駐美大使）、金東祚（歷任駐日大使、駐美大使）共稱為「外務部三巨頭」，由於兩人皆有建立親近的勢力（「師團」，사단），但崔圭夏因無意建立勢力，而不太受後輩外交官的歡迎。然則，在軍事政府時期有官員向朴正熙推薦崔圭夏，但朴正熙得悉崔氏曾在自由黨執政末期擔任外交部次官時，指出「革命政府怎麼可能用自由黨時期的人」，否定了崔圭夏的升遷。
1966年，時任總統朴正熙巡訪東南亞時訪問馬來西亞。由於朴正熙對連日的官方午餐及晚餐感到疲憊不堪，因此表示「想用韓國方式喝一杯」，並前往駐馬來西亞大使官邸。翌日，他向外務部長李東元表示崔圭夏是「愛國者」，指出官邸的米酒和下酒菜都是韓國國產，而崔圭夏穿著膠鞋跑來跑去招待他的勤快樣貌，讓朴正熙留下深刻印象。

### 外交部長生涯
1967年，崔圭夏被起用為外交部長。1968年，韓美同盟關係在青瓦台事件及普韋布洛號危機後出現動搖，崔圭夏因此代表政府請求美國派遣特使解決兩國之間的矛盾。及後，他與美國特使賽勒斯·萬斯（Cyrus Vance）展開協商，經過冗長的對話後取得了1億美元的軍事援助成果。此外，崔圭夏在任期間代表韓國參與三十多場國際會議，包括擔任第22屆聯合國大會韓國首席代表（1967年）、科倫坡計劃諮詢委員會部長會議主席（1968年），加強成員國之間的經濟合作，並推進成員國間的援助和開發計劃的具體事業。
1968年，他在加入《核武禁擴條約》問題上，與美國代表威廉·J·波特舉行會談亦取得外交勝利。波特在會談起初表示，現有的《美韓共同防禦條約》已經足夠，希望韓方不要拖延時間，「加入不愉快的集團」。但崔圭夏隨即駁斥他，指出波特「作為美國政府代表，連盟國都不能說服的話，怎麼能說對韓外交做得好呢？」，最終令波特帶著更新的條約與韓方簽訂，促成韓美安保協議會議（SCM）年度會議的定制化。
1970年4月8日，訪問台灣。

## 總統秘書室及國務總理生涯
1971年，崔圭夏就任總統秘書室外交事務特別輔佐官，並於1972年11月和1973年3月兩度以南北調節委員會委員的身份訪問平壤，處理《南北共同聲明》發表後，改善和解決南北間各種問題的事宜。
1973年，崔圭夏在第一次石油危機時訪問沙特阿拉伯，透過與沙特國王的談判，在對話中力陳韓國工人不分晝夜，為沙特建造「火炬道路工程」，同時援引韓國需要石油以對抗共產主義的觀點，令討厭共產主義的沙特國王產生共鳴，確保了韓國在危機中的原油供應。由於崔圭夏取得外交成功，他在回國後直接從金浦機場赴青瓦臺，與一直等待他到深夜的朴正熙會面，朴正熙亦反覆稱讚他為「一等功臣」。
1975年12月，崔圭夏在時任總理金鐘泌等國務委員集體辭呈後，獲朴正熙委任為署理國務總理，領導改組內閣。由於朴正熙對崔圭夏沉默寡言、缺乏政治手腕的特質十分欣賞，因而選擇了崔圭夏任總理。1976年3月，他在國會同意程序完成後，真除為國務總理。在任國務總理期間，他負責為朴正熙主理外交事務。當中，他曾在1977年7月第10次韓美安保協議會議（SCM）舉行期間，帶領國防部長徐鐘喆、聯合參謀本部議長盧載鉉參加兩國政府的高層外交及國防會議。1979年6月，朴正熙與時任美國總統吉米·卡特在青瓦台舉行韓美首腦會談，崔圭夏當時作為韓方閣僚之一陪同出席。

## 總統任期

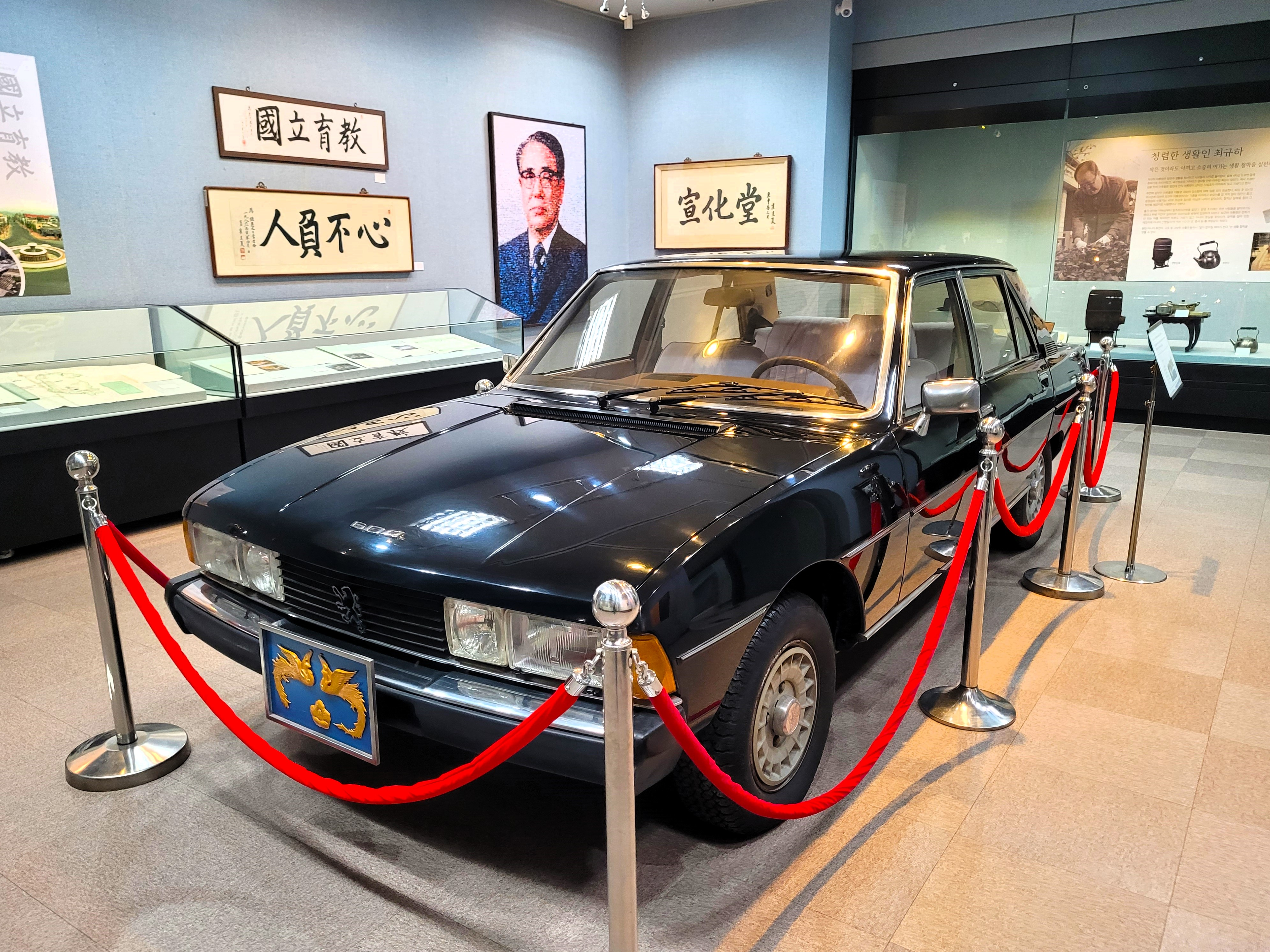
崔圭夏的總統座車

### 意外繼任與總統選舉
1979年10月26日，朴正熙在首爾鍾路區宮井洞的宴會廳遇刺身亡，崔圭夏按憲法規定暫代總統職務。崔圭夏在變故後，曾向親信表示「意識到自己無能為力，只能盡我所能面對時局收拾殘局。」在接任總統職務兩週內，由於崔圭夏為人謹慎，因此沒有採取任何行動。
同年11月10日，他才發表旨在整頓時局的特別談話，並公佈國民期待的政治改革日程。在談話中，他重申自己會為民生、經濟及社會穩定盡最大努力。就政治改革，他表示會在憲法規定的期限內，根據國法規定的程序進行總統選舉，並將政府移交給新當選的總統。11月22日，時任新民黨總裁金泳三訪問三清洞總理公館，向崔圭夏提出由國會主導修憲、解除緊急措施、釋放政治犯、解除軟禁金大中等人，及推進民主化日程等要求，崔圭夏則回應指應由即將當選的總統作出決斷，不應由代理總統決定。
1979年12月6日，崔圭夏在統一主體國民會議選舉中獲選為第10任總統。當選翌日，崔圭夏按國會早前通過的建議，廢除在維新時期所訂立的《9號緊急措施》，該法令規定任何人若參與「否定、反對、歪曲憲法或主張、煽動修改或廢除憲法的行為」，可在沒有法官令狀的情況下被逮捕、拘禁、扣押及搜查。因違反該措施被拘留的所有人，在廢除法令後全部被釋放。

### 雙十二政變
1979年12月12日，時任國軍保安司令全斗煥，以涉嫌朴正熙遇刺案為由發動政變，將陸軍參謀總長暨戒嚴司令鄭昇和逮捕。由於逮捕行為未經崔圭夏同意，因此全斗煥在當日傍晚七時到崔圭夏總理公館，要求批准逮捕鄭昇和時，被崔圭夏拒絕，崔圭夏要求先獲得國防部長盧載鉉批准後才簽字作實。其後，全斗煥在回到叛亂派系將軍聚集的景福宮30警備團後，再度於晚上九時半，與俞學聖、黃永時、盧泰愚等六名將校，前往總理公館，再次集體要求總統批准逮捕，但再度遭到崔圭夏拒絕。因此，叛亂軍決定壓制陸軍正式指揮系統，出動兵力佔領國防部和陸軍本部，指示將盧載鉉帶到保安司。
12月13日凌晨二時，叛亂軍闖入國防部大樓，並於約四時左右在地下狀況室入口處發現盧載鉉。凌晨五時，盧載鉉在國務總理申鉉碻、總統秘書室室長崔侊洙的陪同下，向總統建議「為防止事態進一步擴大，最好進行裁決」，崔圭夏亦只能在逮捕同意書上簽字確認，但加上了「凌晨五時十分」的時間標記，表明是事後批准的情況。時任總理申鉉碻在1995年接受檢察官訪談時，指出事後從「總統那裏聽過很多次，崔總統當時認為未經事先批准就帶走鄭昇和總長是違法的，（但）為了防止12月13日凌晨發生更大的混亂和犧牲（只能批准逮捕）。」
其後，崔圭夏在當日早上11時與美國駐韓大使來天惠（William H. Gleysteen）會面。根據《來天惠回憶錄》，崔圭夏表示「儘管發生了昨晚的事態，但（我）仍然強調需要持續順利的政治發展，從這一點來看，（我）有必要繼續留任總統一職。」來天惠指出，在雙十二政變前數星期開始，他與參贊克拉克為了轉達美國的抗議而經常會見他時，他們就會發現崔圭夏作為總統的權威正在逐漸被侵蝕。在政變後的對話，雖然兩人為了強調美國的立場，而使用直言不諱的表達方式，但崔圭夏也沒有因此而失去品位。來天惠認為，崔圭夏在對話中暗示自己也知道美國對他的期待並不大，並認為只要掌握權力的人遵循合理的程序和形式，崔圭夏似乎對被他們操縱表現出很強的忍耐力，因此並不是一個有膽量反抗的人。

### 推進改憲失敗
崔圭夏政府以修改憲法，然後按照新憲法選舉新任總統後離任為目標。因此，崔圭夏在代理總統後，隨即宣布即將會進行改憲工作。然則，政府與朝野兩黨（民主共和黨，由金鍾泌領導、新民黨，由金泳三領導）就改憲日程及形式出現對立，導致改憲最終在七個月的討論後流產。
1979年12月21日，崔圭夏在就任典禮上，就改憲問題表示需要1年左右制定出大多數國民都同意的新憲法。當時，多數黨共和黨尊重國民輿論，同意總統直選制，因此朝野兩黨之間在修憲問題上沒有對立，兩者在國會已組成憲法審議特別委員會（憲法特委），只要國會提前通過修憲案，政治日程就會隨之提前。由於改憲政治日程由原預計三個月延長至一年，因此引發朝野政黨的批判。
其後，改憲問題在兩個議題上令政府與政黨雙方產生爭議。第一，為改憲主導權問題。崔圭夏政府構思由政府提出改憲案，而政界則認同由國會通過改憲案，改憲案經由總統提議交由國民投票通過。1980年1月，崔圭夏在年度記者招待會上，明確表示政府主導修憲的方針，令共和、新民兩黨隨即提出異議。
第二，當時國會與政府在新憲法採用總統或半總統制產生對立。當時，崔圭夏政府構思因考慮總統制有可能造成獨裁、內閣制則被政黨分合所牽動，因而提出折衷的二元執政制（半總統制），即總統作為國家元首，負責外交、國防；總理作為實權政府首腦，負責內政，並由國會選出，除外交、國防外的各部部長亦由總理所挑選。然則，兩黨並不青睞二元執政制。新民黨的國會議員指出數點，即民眾期望新憲法為直選的總統中心制、二元執政權責不清、韓國國情與參考的芬蘭並不相同，以及總統仍有機會鼓吹對北恐懼而長期執政。1980年2月，崔圭夏政府派出憲法研究班，派遣研究員到6個國家考察，當中四個國家選擇二元執政制。 當時，時任法制處長金道昶表示，二元執政制是「崔圭夏的意思」。
1980年3月，崔圭夏政府成立政府主導的修憲審議委員會，崔圭夏表示反對朝野政黨原則上協商後，立案的總統制修憲案，並主張政府提出的二元執政制修憲案。同時，總理申鉉碻曾發表言論，指出全面否定維新體制的急速民主化會帶來社會混亂，亦須加強對保安和經濟的注意。此舉令新民黨認為政府的一系列舉動，是推遲政治日程，並令維新勢力繼續執政的伎倆。因此，新民黨出席召開民主化促進崛起大會，譴責政府的態度，要求共和黨立即召開國會。
1980年4月下旬，總理申鉉碻沒有總理出席委員會的先例為由，拒絕參與國會憲法特委。這加深了國會和政府之間的對立，政界連同早前的首爾大學示威、任命全斗煥為代理中央情報部長、申鉉碻《紐約時報》記者會等事態，批評崔圭夏政府主導的政局不透明。

### 首爾之春
自朴正熙逝世後，韓國民眾期望政局民主化，加上崔圭夏在12月廢除《9號緊急措施》後，社會更積極討論修憲問題，期待崔圭夏能廢除維新憲法及進行民主選舉，因此自朴正熙逝世至1980年5月17日的半年間，該時期被稱為「首爾之春」。此時期之間，「三金」（金泳三、金大中、金鍾泌）的動向亦成為民眾的關注點。
1980年2月29日，崔圭夏恢復包括前總統尹潽善、前新民黨總統候選人金大中、獨立運動家咸錫憲、池學淳主教等因違反《9號緊急措施》687人的權利。1980年3月，國務總理申鉉碻提議新任中央情報部長應由民間人士擔任，但新軍部打算完全壟斷情報，掌握所有權力，因此主張由全斗煥兼任中情部長。最終，崔圭夏於1980年4月委任全斗煥為代理中情部長，令申鉉碻與崔圭夏在任命當天發生激烈爭吵。
當時社會情況方面，在「首爾之春」時期的大學每天都舉行校內示威，請願要求協助維新體制的「御用教授」下臺。1980年5月開始，學生示威不僅侷限於校內問題，演變成要求政治改革、全斗煥下臺、解除戒嚴等政治懸案。1980年5月14日，首爾地區27所大學的總學生會表示和平校內示威即時結束，鼓勵學生湧向街頭示威，並出現了「廢除戒嚴令」、「撤回二元執政制改憲陰謀」、「全斗煥下臺」等政治口號。由於學生開始出現徹夜靜坐示威、襲擊派出所等激烈行為，甚至擴散到了地方，因此對禁止示威和集會的新軍部非常戒嚴體制產生衝擊。
在首爾之春時期，新軍部先後6次接到日本方面提供的情報，表示北韓受蘇聯的唆使，有意計劃南侵。1980年5月10日，時任日本內閣情報調查室負責韓半島事務的班長惠比壽建一（에비스 겐이치），向韓方情報機關表示北韓認為韓國處於政治混亂的局面之中，決定於5月15日至20日期間南侵，情報指當時正在訪問南斯拉夫的金日成會見了蘇聯共產黨總書記勃列日涅夫，並討論了南侵計劃。因此，全斗煥指示保安司情報處制定《時局整頓方案》，權正達於5月12日報告了「將非常戒嚴擴大到全國」、「解散國會」、「設立國家保衛非常機構」為主要內容的方案。在5月14日、15日兩日的大規模示威後，時任內務部長金鐘煥向總理申鉉碻表示僅靠警察是無法鎮壓示威，建議應投入軍隊處理事態。當時，申鉉碻認為若軍人加入鎮壓，將有機會造成流血事件，因此他與崔圭夏反對使用軍隊處理示威。

### 5·17緊急戒嚴
因應第二次石油危機油價暴漲導致的經濟惡化問題，崔圭夏於1980年5月10日出訪中東，是首個正式訪問沙特阿拉伯和科威特的韓國元首。出訪期間，韓國國內發生《時局整頓方案》制定及學生示威擴大的事態。同月16日，崔圭夏提早一日返回韓國。
1980年5月17日傍晚，時任國防部長周永福、戒嚴司令官李熺性赴總理公館向申鉉碻報告，提出在當日日間召開的全軍主要指揮官會議中，決議請求政府將緊急戒嚴擴大到全國、設立國家保衛緊急機構，及解散國會，並展示全軍指揮官的聯署文件予申鉉碻閱覽。由於申鉉碻認為三項要求無疑令新軍部掌握行政部、國會等主要憲法機關，即表示新軍部將會篡奪政權，因此拒絕了兩人的請求，並在稍後聯同周永福、李熺性及保安司令官全斗煥，前往青瓦台向崔圭夏報告。申鉉碻向崔圭夏表示，設立國家保衛非常機構已經足夠，無必要擴大戒嚴，而解散國會屬違憲。
此外，全斗煥亦將中情部對共處、情報處學院小組及警察整理的「國紀紊亂者」（涉及煽動學生示威的在野人物）及「權力型非法斂財者」（涉及非法斂財的政界高職位人物）名單，展示予崔圭夏觀看。崔圭夏除在名單中剔除了特定人士之外，批准了合同搜查本部（軍、檢、警聯合機構）處理搜查有關人物的要求。由於戒嚴法令賦予合同搜查本部超然的調查權力，因此崔圭夏尊重本部長全斗煥的權限，沒有進行干涉。在數人經過一個多小時的討論後，崔圭夏指示申鉉碻召開臨時國務會議，並只提交緊急戒嚴擴大至全國之議案進行表決。就解散國會的建議，崔圭夏認為在當時的時局下，6個月內很難進行再選舉，所以指示暫時擱置國會解散案，並批准了禁止政治活動的措施。
1980年5月17日晚上，根據1995年檢察機關調查記錄、美國國防部情報要員向國防情報局報告秘密文件顯示，新軍部派遣步槍軍官、324名士兵、4輛裝甲車包圍中央廳廳舍，並在通往國務會議室的走廊上，每隔一兩米部署一名持槍軍官或士兵，亦切斷所有中央廳對外電話線。當晚九時，緊急國務會議在恐怖的氣氛下召開，總理申鉉碻等19名國務委員，在沒有任何討論程序或反對意見下，在短短八分鐘便通過緊急全國戒嚴令。崔圭夏在翌日發表特別聲明，宣布自5月17日凌晨由地區戒嚴提升為全國戒嚴。同時，申鉉碻指出在擴大戒嚴後，戒嚴司令官直接接受總統的指揮和監督，實際上內閣在新軍部全面行使所有權力的局面下，已被排除在外。因此，他在18日起向崔圭夏請辭，並獲崔圭夏數次挽留。最終，崔圭夏於20日批准申鉉碻內閣全體總辭。

### 設立國保委
在全國戒嚴令實施後，全斗煥向崔圭夏建議設立國家保衛緊急對策委員會（國保委），在憲法上作為總統的諮詢及輔佐機構，負責指揮監督戒嚴業務，以及審議保衛國家的國策事項。該會由國務總理、副總理兼經濟企劃院長、內務、外務、法務、國防、文教、文化宣傳各部部長，以及中央情報部長、總統秘書室長，戒嚴司令官，聯合參謀會議議長，各軍參謀總長及國軍保安司令，與總統任命的10人以內的委員組成。該機構由總統主持及擔任議長，但實際行政事務由常任委員長全斗煥主理，崔圭夏僅為有名無實的議長。1980年5月30日，國保委正式成立。
實際上，該機構在運作期間為代行內閣職權的實權機關。自1980年6月起，國保委在不到2個月間，就以「權力型不正之風」為由解僱了行政、立法、司法部內約五千五百名的高層公務員。此外，國保委亦在同年8月推行了《掃除社會惡分子特別措施》，在短短11日內，於全國逮捕3萬578名被指涉及暴力、流氓、詐騙等擾亂社會紀綱的罪犯。

### 被逼下台
1980年8月5日，國務會議表決通過全斗煥由陸軍中將晉升為大將，崔圭夏於翌日授予全斗煥大將軍銜。8月11日，崔圭夏前往金浦國際機場新航廈開幕典禮，並試乘了飛機。8月15日，崔圭夏主持光復節35週年慶祝儀式，為其在任總統最後出席的公開活動。
1980年8月16日，崔圭夏在青瓦臺迎賓館宣布辭去總統職務，並指出辭職決定是為了「體現我國責任政治，消除不信任風潮，在不幸的我國憲政史上留下和平移交政權的先例」。
就崔圭夏下野一事，由於崔圭夏本人在死前亦一直保持沉默，因此外界並不知悉其真正辭職的原因，即辭職為其本人的意願，或被新軍部所壓逼下台。目前，根據1995年檢察機關透過盤問與政變相關人物的調查結果，以及申鉉碻留下的錄音證言，外界對其下台的說法為被新軍部內外交迫的情況下宣布下野。
在政治形勢方面，1995年調查指出，新軍部在崔氏下台前夕，已營造全斗煥準備上台執政的既定氣氛。1980年8月5日，全斗煥晉升為大將；6日，參加基督教領導人主辦的早餐祈禱會時，表示正在為新時代奮力前進，10日，時任中情部長俞學聖向內務部長金鐘煥表示，全斗煥執政已成既定事實，並要求召開統一主體國民會議。在新軍部的政治壓力下，崔圭夏於10日向當時的青瓦台宣傳首席祕書官兼發言人徐基源傳達了下台的意向，並指示他構思聲明。在勸退說服方面，新軍部方面接觸與崔圭夏有交情的人物，勸說他們出面勸退崔圭夏。根據申鉉碻及其親信的證言，新軍部首先派遣盧泰愚與他接觸，希望他能勸退崔圭夏，但申鉉碻向盧泰愚指出，他已經在5月17日勸喻崔圭夏與他一同辭職無果，因此無能為力，叫他們另托他人。其後，申鉉碻及檢察機關調查皆指出，新軍部其後找到前國防部長金貞烈，金貞烈與申鉉碻為自李承晚時期開始最緊密的夥伴，因此申鉉碻亦得悉金貞烈兩度出面勸退崔圭夏一事。1980年7月30日，金貞烈在青瓦台與崔圭夏會談近五小時進行勸說，此事被認為是令崔圭夏改變立場願意下台的事件。

## 卸任后
1981年4月，崔圭夏擔任國政諮詢會議的議長，該會為憲定機關，由30名總統委任的國家元老組成，每月召開會議向總統提供意見。1985年6月，江原大學授予崔圭夏名譽法學博士學位，嘉獎其一生為韓國外交作出的貢獻。
1988年至1989年間，當時國會就光州事件設立真相調查特別委員會，傳召證人調查事件。國會曾多次召喚崔圭夏及全斗煥等重要人物，希望他們能作證，但崔圭夏全數拒絕特委的傳召要求。1990年1月，國會以光州特委委員長文東煥的名義，向大檢察廳提交起訴狀，指控崔圭夏六次不出席作證的行為，有違反《國會證言鑑定法》中的不出席罪及侮辱國會罪之嫌。同年3月，檢方認定崔圭夏有違反一條不出席罪的嫌疑，但最後以緩期起訴作結。
1995年至1996年間，檢察機關就雙十二政變及5·17緊急戒嚴兩事件開展調查。檢察機關曾三度訪問崔圭夏，希望他能就當時的情況作證。然則，崔圭夏依然拒絕作證。1996年11月，崔圭夏被法院強制傳喚出庭。他在法庭宣讀聲明，指出前任總統對在任期間執行的國政行為，一一進行解釋或證言的話，可能會對總統執政產生不利。因此，他為免開先例而拒絕作證。

## 晚年與逝世

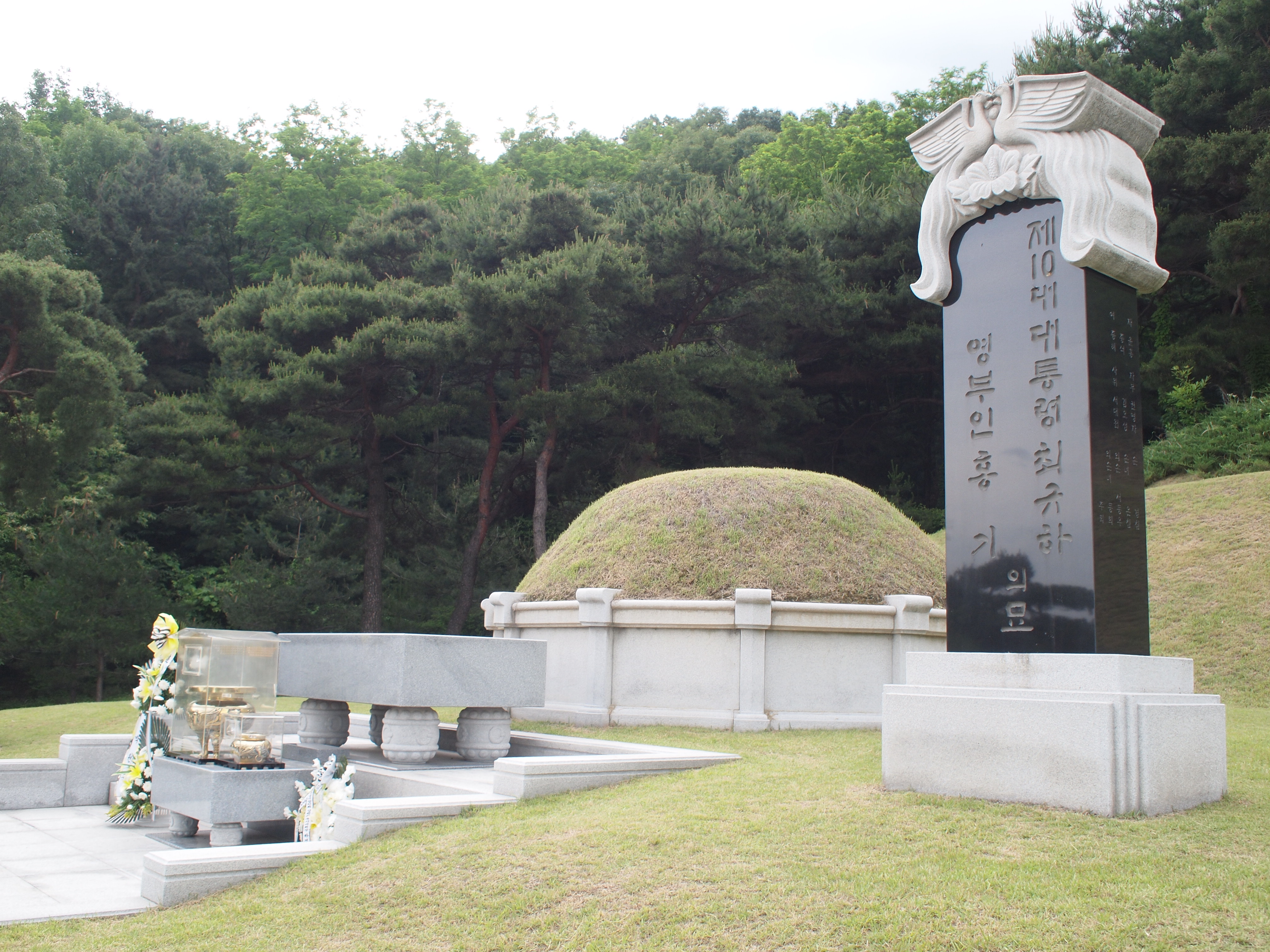
國立大田顯忠院內崔圭夏的墓地

崔圭夏晚年繼續恆常地參與邀請前任總統出席的場合，包括時任總統的就任典禮、青瓦台餐敘等。2004年起，崔圭夏因健康惡化而頻繁住院，因此不再參與所有對外活動。2004年8月，時任大國家黨新任代表朴槿惠拜訪了在首爾大學醫院住院的崔圭夏，成為崔圭夏最後一次在媒體前露面。
2006年10月22日上午6時，崔圭夏本人被發現昏迷於其在首爾市麻浦區西橋洞的家中，後被送至首爾大學醫院，延至7时37分逝世，終年87歲，死因是心脏衰竭。崔圭夏的葬禮以國民葬規格舉行，遺體葬於國立大田顯忠院。

## 個人生活
崔圭夏的爺爺與其夫人洪基的爺爺洪炳淳相識，兩人經媒於1935年結婚，婚後育有2子1女。
- 父︰崔養吾（1897年4月21日—1973年8月26日）
- 母︰李應善（1899年10月11日—1983年5月2日）
  - 夫人︰洪基（1916年3月3日—2004年7月20日）
    - 长子︰崔胤弘（1943年6月11日—）
    - 次子︰崔鍾晳（1951年2月28日—）
    - 长女︰崔鍾惠（1953年9月20日—）

## 評價

### 外交方面
崔圭夏在擔任外交官時期，以其卓越的外語能力及外交手腕獲稱讚。崔圭夏曾兩度就石油危機出訪中東，憑藉談判能力及與當地元首的交情，成功確保韓國在石油短缺下的原油供應。此外，其論述能力亦獲注目。曾與崔圭夏一起參加亞洲和遠東經濟委員會會議的前財政部長宋仁相（송인상），曾在1960年代末的節目中表示「過去20年裏，出現了3名出眾的官員，其中之一就是崔圭夏」。1967年，他與美國特使萬斯的對談中，儘管經歷不斷更換咖啡及香煙的冗長拉鋸，但最終他展現的耐力與愛國心令萬斯折服，令韓國獲得破天荒的一億美元資助。
1970年，他在印尼雅加達出席國際會議時，突然接到演講邀請。他走上講臺演說後，在掌聲中走下來，這時崔圭夏手上拿著一張白紙。對此，他表示「有必要給人一種讀了事先準備好的演講稿的印象，所以看著白紙演講」，成為他在任外交部長期間非常有名的軼事。

### 個人性格方面
崔圭夏以其一生清廉的事蹟為人熟知。崔氏夫婦的生活方式皆相當簡樸，他們在首爾西橋洞故居生活了40年，期間沒有進行任何修理。此外，故居亦陳列了用過時的日曆剪成的便條、21英寸電視、使用50年的電風扇、二手沙發等生活用品，反映了兩人簡樸的生活。
他曾勸告秘書官將記事本上的日曆剪下來使用，而且吃飯也以無鹽飲食為主，亦因曾承諾為了銘記礦工的辛勞，一生都要燒煤，因此至2004年仍然使用過時的煤炭鍋爐。崔圭夏秘書室室長崔興順指出，崔圭夏習慣在生活中節約開支。檢察機關曾在1995年對其銀行帳戶進行扣押搜查，結果發現其戶口沒有任何不正當的財政來源。

### 拒絕作證爭議
崔圭夏一生拒絕為在任總統期間遭遇的政治變局及事件留下證言，以致國會及檢察機關無法完全揭露雙十二政變、5·17緊急戒嚴、光州民主化運動等事件的真相，成為其受社會所批判的主要原因。
其拒絕作證的行為，首先對法院造成無法徹底查明新軍部篡奪政權過程的影響。金泳三政府在1996年制定特別法，拘留全斗煥、盧泰愚並進行審判後，崔圭夏曾被強制傳喚，但他在唯一在法庭的時刻依然拒絕宣誓或作證。
其次，由於他在世時從未公開提及過在任時的政治決定，因此在其去世時，輿論皆認為上述事件的真相隨其去世而被掩埋。歷史學家、首爾大學教授朴泰均在接受《韓民族日報》訪問時表示，崔圭夏沒有留下任何記錄令人失望，指出總統等國家負責人有義務留下歷史證詞及記錄。此外，曾任轉型正義機關真相與和解歷史整理委員會委員長的天主教大學名譽教授安炳旭亦指，若崔圭夏留下證言和記錄，將令找尋雙十二政變及5·17戒嚴真相的歷史產生改變。

## 選舉履歷
| 年度 | 選舉屆數       | 選舉區   | 所屬政黨 | 得票數 | 得票率 | 當選標記 | 備註                     |
| ---- | -------------- | -------- | -------- | ------ | ------ | -------- | ------------------------ |
| 1979 | 第10屆總統選舉 | 大韓民國 | 無黨籍   | 2,465  | 96.29% |          | 統一主體國民會議間接選舉 |

## 榮譽
- :
  -  无穷花大勋章
  -  建國勳章
  -  修交勋章（英语：Order of Diplomatic Service Merit）
  -  勤政勋章（英语：Order of Service Merit）
- 泰國:
  -  白象勳章
- 马来西亚:
  -  聯邦王冠效忠領袖勳章
- 比利时:
  -  大十字王冠勳章（英语：Order of the Crown (Belgium)）

## 相關影視作品
- 《首尔之春》，鄭東煥飾演崔韓圭（原型為崔圭夏）
- 《第四共和國》、《第五共和國》，金诚谦飾演崔圭夏